# Forte Tomba
Forte Tomba, chiamato originariamente Werk Stadion, è una fortificazione posta a sud di Verona, parte del complesso sistema difensivo cittadino e più in particolare del secondo campo trincerato di pianura, messo in opera tra 1859 e 1866. La struttura fortificata fu realizzata tra 1860 e 1861 e i lavori furono diretti dall’Imperiale Regio Ufficio delle Fortificazioni di Verona. Nei primi anni cinquanta del Novecento, per dare lavoro ai disoccupati, vennero completamente spianate le opere di terra del forte, colmando il fosso, mentre negli anni seguente venne sventrato il ridotto per rettificare la strada proveniente da Ostiglia; infine lo stato di conservazione del forte è ulteriormente peggiorata negli anni novanta, quando fu costruito lo svincolo della tangenziale Sud.
Il forte venne intitolato al feldmaresciallo Philipp von Stadion.

## Descrizione
Il forte, a tracciato poligonale (un sistema poligonale misto tipico della scuola fortificatoria neotedesca) con ridotto centrale, era collocato in aperta campagna, circa 700 metri oltre il borgo di Tomba. Era situato a cavaliere della strada postale per Ostiglia, che obbligava ad aggirarlo, prendendola con tiri d'infilata e di fianco. Faceva sistema con il forte Azzano, sull'ala destra, mentre sull'ala sinistra, assente il quinto forte di prima linea presso la riva dell'Adige, incrociava i tiri delle nuove artiglierie da fortezza con il forte San Michele, sulla riva sinistra. L'intervallo tra il forte e l'Adige era presidiato, in seconda linea, dalla torre Tombetta e dal forte Santa Caterina. Si trattava del forte maggiormente armato della prima linea, e le sue artiglierie da fortezza battevano di fronte e di fianco le strade provenienti da Ostiglia e da Legnago e il corso discendente dell'Adige, esercitando una potente azione di combattimento contro le operazioni nemiche di passaggio dell'Adige o di investimento della piazzaforte da sud. Il forte Tomba è simile, per impianto architettonico e caratteristiche tecnico-logistiche, ai forti Lugagnano e Dossobuono ma se ne distingue, tuttavia, per le maggiori dimensioni d'insieme: il fronte di gola misura infatti 232 metri, rispetto ai 200/204 metri degli altri due forti.
L'ingresso al forte fu risolto dal progettista con una disposizione complessa, coordinata al doppio recinto di sicurezza interno. Nel terrapieno del fronte di gola rettilineo era inserita un'opera casamattata, alla quale era innestata la caponiera di gola, per artiglieria e fucileria, che difendeva l'accesso. La strada di accesso si sdoppiava quindi davanti alla caponiera arrotondata, in direzione dei due portali laterali, simmetrici, preceduti dal ponte levatoio. Dai due portali ad arco si accedeva al piazzale interno, sotto il tiro dei fucilieri.
Al centro del forte si elevava, su due piani e con copertura casamattata, il ridotto a corpo lineare, piegato sul tracciato a lunetta, con raccordi d'angolo arrotondati. Lungo il cortile interno del ridotto, al centro della facciata, sporgeva un corpo su pianta trapezoidale contenente la scala e i servizi igienici. Sui due piani, nei locali a volta, erano disposti i ricoveri per la numerosa guarnigione e le varie funzioni logistiche, che rendevano l'opera autosufficiente. Il fronte principale del ridotto era ordinato per la difesa, su ogni piano, con galleria perimetrale a feritoie per fucilieri. Sul fronte secondario, concavo, il cortile era chiuso da un muro rettilineo di sicurezza. Nel mezzo, ai lati del passaggio per l'accesso al cortile, altri due muri paralleli si collegavano alle casematte del fronte di gola, delimitando un ulteriore compartimento di sicurezza. Il tutto formava un doppio recinto a feritoie che, assieme alle gallerie per fucilieri del fronte principale, assicurava la difesa progressiva dell'opera. Inoltre tre pozzi per le riserve d'acqua erano collocati agli angoli del piazzale interno, in nicchie casamattate.
Attorno al ridotto, il grande terrapieno si elevava sull'impianto a lunetta pentagonale, e copriva in aderenza anche l'intero fronte di gola. Le postazioni di combattimento per l'artiglieria da fortezza, a cielo aperto, erano protette da numerose traverse, in parte casamattate. All'esterno, completavano l'opera la scarpa a pendenza naturale, rivestita dal muro aderente solo in corrispondenza delle tre caponiere.
Dall'esterno, verso il fronte principale, si percepiva l'architettura di terra, con masse dai profili ben modellati dalla geometria del defilamento, mentre le opere murarie erano completamente sottratte alla vista. Nel fronte di gola, secondo un modello classico, spiccavano i portali monumentali, inseriti nelle severe membrature murarie. Nel nucleo del forte il ridotto assumeva duplice fisionomia: fortificatoria, nel prospetto esterno, convesso, con la serrata sequenza di feritoie su due ordini; quasi civile, nel prospetto concavo interno, che affacciava sulla corte, con la successione di bifore a sesto ribassato. Una rarità costruttiva la si incontrava nelle poterne principali, coperte da volte di laterizio a gradoni discendenti e con il tratto terminale a volta gotica. Ciottoli e listati di laterizio (come nella tradizione costruttiva del medioevo veronese) rivestivano i muri di controscarpa, mentre il tufo di Verona rivestiva gli altri edifici del forte, conferendogli un aspetto di straordinaria saldezza.

## Armamento
L'armamento della fortificazione consisteva in:
- 6 cannoni ad anima rigata da 9 cm a retrocarica
- 6 cannoni ad anima liscia da 9,5 cm ad avancarica
- 20 cannoni di diverso calibro ad anima liscia
- 2 mortai

Riserve di munizioni: 52 500 kg di polveri.

## Presidio di guerra
Il presidio in caso di guerra della fortificazione consisteva in:
- 375 fanti
- 72 artiglieri

Era inoltre possibile disporre un presidio di emergenza di 616 uomini.